# スウェーデンサッカー選手権1898
スヴェンスカ・メスタシュコーペット・イ・フットボール 1898 は、第3回目のスウェーデンサッカー選手権である。オルグリーテISが3回目の優勝を決めた。

## 決勝
| AIK | 0–3 | オルグリーテIS |
| --- | --- | -------------- |
|     |     |                |